# Chenab
De Chenab of Chanab (Punjabi: ਚਨਾਬ, Urdu: چناب, Hindi: चनाब) is een rivier op het Indisch subcontinent. De rivier stroomt door India (de deelstaat Himachal Pradesh en het unieterritorium Jammu en Kasjmir) en door Pakistan (de provincie Punjab). De Chenab wordt gezien als de slagader van de Punjab en speelt een belangrijke rol in het zelfbewustzijn van de Punjabi's.
De naam Chenab betekent Maanrivier. In de veda's is de naam van de rivier Ashkini (अश्किनि) of Iskmati. De Grieken noemden hem Acesines.

## Rivierloop
De Chenab ontstaat bij de samenkomst van de rivieren Chandra en Bhaga bij Tandi in Lahaul. Het bovenste deel van de rivier wordt daarom ook wel Chandrabhaga genoemd. Na Udaipur vormt de rivier, naar het noordwesten stromend, een nauwe kloof tussen de ketens van de Grote Himalaya en de Pir Panjal. Ten noorden van Jammu verlaat de Chenab de laatste heuvels voor de Himalaya en stroomt Pakistaans Punjab binnen. De Chenab gaat vanaf Jammu naar het zuidwesten stromen. In Pakistan liggen de steden Wazirabad, Chiniot, Jhang, Multan en Muzaffargarh aan de rivier. De rivieren Jhelum en Ravi komen in de Chenab uit. Bij Uch Sharif komt de Chenab samen met de Sutlej, de gezamenlijke loop (Panjnad) komt 50 km verder bij Mithankot in de Indus uit.

## Politiek
Het water van de Chenab is volgens het Indus-Waterverdrag tussen India en Pakistan bestemd voor Pakistan.
- Gemeinsame Normdatei: 4365205-0
- Virtual International Authority File: 245813052